# Lo Gay Saber
Pour les articles homonymes, voir Saber.

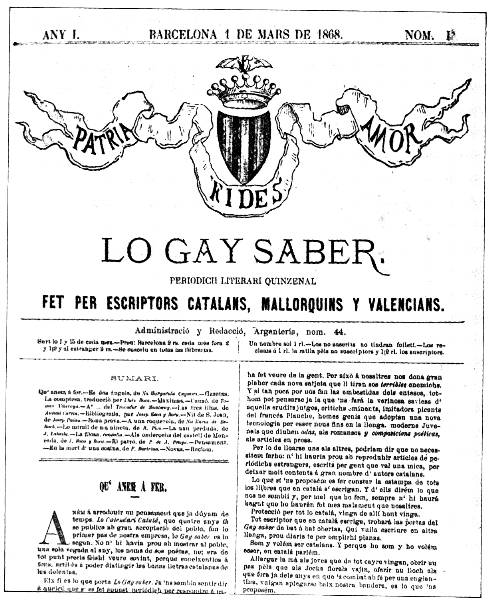
Première page de Lo Gay Saber, 1868

Lo Gay Saber est une revue littéraire catalane fondée à Barcelone en 1868 par Francesc Pelagi Briz. D'après sa première page, elle prétendait être un journal « fait par des écrivains catalans, majorquins et valencians », mettant en avant la défense de la langue catalane

## Présentation
Elle fut considérée comme une continuation du Calendari Català et un organe officieux des Jeux floraux, dans le même esprit que l'Armana Prouvençau avec le Félibrige. La revue avait des prétentions politiques et se présentait comme éclectique et avec de nombreux collaborateurs, parmi lesquels le groupe de Frederic Mistral. La publication fut interrompue en 1869, reprise de 1878 à 1883, toujours sous la direction de Francesc Pelagi Briz.
Parmi les collaborateurs notables se trouvaient Isidre Reventós i Amiguet, Joaquim Rubió i Ors, Teodor Llorente Olivares, Serafí Pitarra, Marià Aguiló, Jacint Verdaguer, Jeroni Rosselló, Víctor Balaguer et Joan Maragall.